# Dahlia hesperioides
Dahlia hesperioides là một loài bướm đêm trong họ Noctuidae.